# Campeonato Europeo de Balonmano Masculino de 2000
El IV Campeonato Europeo de Balonmano Masculino se celebró en Croacia entre el 21 y el 30 de enero de 2000 bajo la organización de la Federación Europea de Balonmano (EHF) y la Federación Croata de Balonmano.

## Sedes
| Ciudad | Instalación      | Capacidad |
| ------ | ---------------- | --------- |
| Zagreb | Dom Športova     | 7000      |
| Rijeka | Dvorana Mladosti | 4000      |

## Grupos
| Grupo A  | Grupo B   |
| -------- | --------- |
| España   | Rusia     |
| Noruega  | Portugal  |
| Ucrania  | Islandia  |
| Francia  | Suecia    |
| Croacia  | Eslovenia |
| Alemania | Dinamarca |

## Fase de grupos
Los primeros dos de cada grupo disputan las semifinales. 

### Grupo A
| Equipo   | J | G | E | P | GF  | GC  | DG  | PTS |
| -------- | - | - | - | - | --- | --- | --- | --- |
| Francia  | 5 | 4 | 1 | 0 | 127 | 110 | +17 | 9   |
| España   | 5 | 4 | 0 | 1 | 128 | 120 | +8  | 8   |
| Croacia  | 5 | 3 | 1 | 1 | 122 | 114 | +8  | 7   |
| Noruega  | 5 | 1 | 1 | 3 | 106 | 114 | -8  | 3   |
| Alemania | 5 | 0 | 2 | 3 | 110 | 119 | -9  | 2   |
| Ucrania  | 5 | 0 | 1 | 4 | 104 | 120 | -16 | 1   |

| 21 / 01 / 2000 |         |          |
| España         | 27 – 22 | Croacia  |
| Alemania       | 24 – 24 | Ucrania  |
| Francia        | 24 – 21 | Noruega  |
| 22 / 01 / 2000 |         |          |
| Croacia        | 21 – 20 | Alemania |
| Noruega        | 21 – 25 | España   |
| Ucrania        | 22 – 24 | Francia  |
| 23 / 01 / 2000 |         |          |
| España         | 27 – 24 | Ucrania  |
| Alemania       | 19 – 25 | Francia  |
| Croacia        | 27 – 23 | Noruega  |
| 25 / 01 / 2000 |         |          |
| Alemania       | 22 – 22 | Noruega  |
| Francia        | 28 – 22 | España   |
| Ucrania        | 18 – 26 | Croacia  |
| 27 / 01 / 2000 |         |          |
| Noruega        | 19 – 16 | Ucrania  |
| Francia        | 26 – 26 | Croacia  |
| España         | 27 – 25 | Alemania |

### Grupo B
| Equipo    | J | G | E | P | GF  | GC  | DG  | PTS |
| --------- | - | - | - | - | --- | --- | --- | --- |
| Suecia    | 5 | 5 | 0 | 0 | 143 | 115 | +28 | 10  |
| Rusia     | 5 | 4 | 0 | 1 | 128 | 120 | +8  | 8   |
| Eslovenia | 5 | 2 | 0 | 3 | 129 | 131 | -2  | 4   |
| Portugal  | 5 | 2 | 0 | 3 | 123 | 133 | -10 | 4   |
| Dinamarca | 5 | 2 | 0 | 3 | 126 | 134 | -8  | 4   |
| Islandia  | 5 | 0 | 0 | 5 | 121 | 137 | -16 | 0   |

| 21 / 01 / 2000 |         |           |
| Rusia          | 27 – 26 | Dinamarca |
| Suecia         | 31 – 23 | Islandia  |
| Portugal       | 28 – 27 | Eslovenia |
| 22 / 01 / 2000 |         |           |
| Dinamarca      | 22 – 29 | Suecia    |
| Eslovenia      | 23 – 27 | Rusia     |
| Islandia       | 25 – 28 | Portugal  |
| 23 / 01 / 2000 |         |           |
| Rusia          | 25 – 23 | Islandia  |
| Suecia         | 29 – 21 | Portugal  |
| Dinamarca      | 24 – 28 | Eslovenia |
| 25 / 01 / 2000 |         |           |
| Suecia         | 26 – 24 | Eslovenia |
| Portugal       | 20 – 24 | Rusia     |
| Islandia       | 24 – 26 | Dinamarca |
| 27 / 01 / 2000 |         |           |
| Eslovenia      | 27 – 26 | Islandia  |
| Portugal       | 26 – 28 | Dinamarca |
| Rusia          | 25 – 28 | Suecia    |

## Fase final
|  | Semifinales    | Semifinales    |    |                | Final          | Final |  |
|  |                |                |    |                |                |       |  |
|  |                |                |    |                |                |       |  |
|  | 29 / 01 / 2000 |                |    |                |                |       |  |
|  | Francia        | 23             |    |                |                |       |  |
|  | Rusia          | 30             |    |                |                |       |  |
|  |                |                |    |                |                |       |  |
|  |                |                |    |                | 30 / 01 / 2000 |       |  |
|  |                |                |    |                | Rusia          | 31    |  |
|  |                | Suecia         | 32 |                |                |       |  |
|  |                |                |    |                |                |       |  |
|  |                |                |    |                |                |       |  |
|  |                |                |    |                | Tercer Puesto  |       |  |
|  | 29 / 01 / 2000 | 29 / 01 / 2000 |    | 30 / 01 / 2000 | 30 / 01 / 2000 |       |  |
|  | Suecia         | 23             |    | España         | 24             |       |  |
|  | España         | 21             |    |                | Francia        | 23    |  |

## Semifinales
| Fecha    | Partido | Partido | Partido | Resultado |
| -------- | ------- | ------- | ------- | --------- |
| 29.01.00 | Francia | -       | Rusia   | 23-30     |
| 29.01.00 | Suecia  | -       | España  | 23-21     |

## Undécimo lugar
| Fecha    | Partido | Partido | Partido  | Resultado |
| -------- | ------- | ------- | -------- | --------- |
| 29.01.00 | Ucrania | -       | Islandia | 25-26     |

## Noveno lugar
| Fecha    | Partido  | Partido | Partido   | Resultado |
| -------- | -------- | ------- | --------- | --------- |
| 29.01.00 | Alemania | -       | Dinamarca | 19-17     |

## Séptimo lugar
| Fecha    | Partido | Partido | Partido  | Resultado |
| -------- | ------- | ------- | -------- | --------- |
| 29.01.00 | Noruega | -       | Portugal | 27-30     |

## Quinto lugar
| Fecha    | Partido | Partido | Partido   | Resultado |
| -------- | ------- | ------- | --------- | --------- |
| 29.01.00 | Croacia | -       | Eslovenia | 24-25     |

## Tercer lugar
| Fecha    | Partido | Partido | Partido | Resultado |
| -------- | ------- | ------- | ------- | --------- |
| 30.01.00 | España  | -       | Francia | 24-23     |

## Final
| Fecha    | Partido | Partido | Partido | Resultado |
| -------- | ------- | ------- | ------- | --------- |
| 30.01.00 | Rusia   | -       | Suecia  | 31-32     |

## Medallero
| | | |
| Suecia | Rusia | España |
| Tomas Svensson Magnus Linden Magnus Wislander Thomas Sivertsson Ola Lindgren Martin Frändesjö Andreas Larsson Johan Petersson Stefan Lövgren Pierre Thorsson Peter Gentzel Staffan Olsson Magnus Andersson Mathias Franzen Mattias Andersson Ljubomir Vranjes | Andréi Lavrov Igor Lavrov Stanislav Kulinshenko Eduard Koksharov Oleg Kuleshov Denis Krivoshlykov Lev Voronin Aleksandr Tuchkin Pavel Sukosyan Eduard Moskalenko Oleg Grebnev Dmitri Kuzelev Oleg Khodkov Vyacheslav Gorpishin Serguéi Pogorélov Dmitri Filippov | Jaume Fort Antonio Ugalde Andriy Chtchepkine Rafael Guijosa Enric Masip Iñaki Urdangarin Iosu Olalla Mariano Ortega Talant Dujshebaev Demetrio Lozano Jordi Núñez Alberto Urdiales Juancho Pérez David Barrufet Alberto Entrerríos Antonio Carlos Ortega |
| Bengt Johansson (Trainer) | Vladimir Maximov (Trainer) | Juan de Dios Román (Trainer) |

## Estadísticas

### Clasificación general
| 1. Suecia     |
| 2. Rusia      |
| 3. España     |
| 4. Francia    |
| 5. Eslovenia  |
| 6. Croacia    |
| 7. Portugal   |
| 8. Noruega    |
| 9. Alemania   |
| 10. Dinamarca |
| 11. Islandia  |
| 12. Ucrania   |

### Máximos goleadores
| N.º | Nombre             | Selección | Goles |
| --- | ------------------ | --------- | ----- |
| 1   | Oleg Velyky        | Ucrania   | 46    |
| 2   | Valdimar Grímsson  | Islandia  | 41    |
| 3   | Patrick Cazal      | Francia   | 40    |
| 3   | Magnus Wislander   | Suecia    | 40    |
| 5   | Carlos Resende     | Portugal  | 38    |
| 6   | Stefan Lövgren     | Suecia    | 33    |
| 7   | Rafael Guijosa     | España    | 32    |
| 7   | Aleš Pajovič       | Eslovenia | 32    |
| 9   | Bertrand Gille     | Francia   | 30    |
| 9   | Jackson Richardson | Francia   | 30    |

### Equipo ideal
| Jugador            | País     | Puesto            |
| ------------------ | -------- | ----------------- |
| Peter Gentzel      | Suecia   | Portero           |
| Rafael Guijosa     | España   | Extremo izquierdo |
| Carlos Resende     | Portugal | Lateral izquierdo |
| Jackson Richardson | Francia  | Central           |
| Patrick Cazal      | Francia  | Lateral derecho   |
| Irfan Smajlagić    | Croacia  | Extremo derecho   |
| Andréi Xepkin      | España   | Pivote            |